# Sibil Pektorosoglu
Sibil Garbisi Pektorosoglu (en turco: Sibil Pektorosoğlu, en armenio: Սիպիլ Գարբիսի Բեքթորոսօղլո, Estambul,) es una cantante turca de origen armenio.

## Biografía
Nació en Estambul en una familia armenia. Se interesó por la música desde una edad temprana, habiendo cantado en el coro “Santos Vardanants” de la sobreviviente Iglesia Apostólica Armenia de Estambul.

Una artista de la canción armenia en Turquía en ése tiempo tenía posibilidades limitadas, y yo sacié mi sed en ése coro, que hizo una gran contribución a mi desarrollo
Recuerda Sibil.

Su antigua profesión era la de una financiera, que trabajaba en los bancos de Estambul. Sin embargo, en noviembre del 2010, ella lanzó su primer álbum llamado "Sibil", que, entre sus doce canciones incluye: "Lord Voghorma", "Cilicia" (una canción que recuerda el poderío del reino medieval armenio del mismo nombre), además "Carta", escrita basándose en la obra "Para Ver y Morir" del escritor armenio Hovhannes Shirás. El video para la canción "Carta" fue filmado por uno de los más famosos productores turcos, Ozkan Aksular, y su parte instrumental fue ejecutada por el famoso compositor de Estambul de origen armenio Chenk Tashkan (Mazhak Toshikyan). El videoclip "Carta" fue el primero en idioma armenio en ser emitido por los canales musicales de Turquía así como el canal estatal TRT. En el 2012, a Sybil se le otorgó la Medalla de Apreciación de la República de Armenia.
En 2019 realizó una gira por Buenos Aires, Córdoba y Montevideo.

## Discografía
Como solista
- 2010: Sibil
- 2014: Ser